# Pietro Perna
Pietro Perna, italijanski tiskar, * 1522, Lucca, † 1582.
1. ↑  Early Modern Letters Online
2. 1 2  Cavarzere M. Dizionario Biografico degli Italiani — 2015. — Vol. 82.
3. 1 2 3 4  EDIT 16: censimento nazionale delle edizioni italiane del XVI secolo — Roma: ICCU, 2000.